# Chenonetta
Chenonetta je rod potápivých kachen z Oceánie. Tento rod zahrnuje pouze následující dva druhy:
- †kachnička novozélandská (C. finschi) – vyhynulá kachna z Nového Zélandu, která vymizela mezi 15.–19. stoletím následkem lovu Maorů a predace vajec krysou ostrovní;[1]
- kachnička hřívnatá (C. jubata) – recentní druh kachny obývající Austrálii.[2]